# بندو

نموذج بيندو المبكر لهاثا يوجا الموصوف في هاثا يوجا براديبيكا. يتناقض هذا النموذج مع نموذج كونداليني اللاحق في نفس النص.

بِندو (بالإنجليزية: Bindu)‏، هي كلمة سنسكريتية تعني «نُقطة، قطرة، دائرة الدوت "." dot». وفي الميتافيزيقا الهندوسية، يعتبر بندو النقطة التي يبدأ عندها الخلق ويمكن أن يصبح وحدة. ويوصف أيضًا بأنه "الرمز المقدس للكون في حالته غير الظاهرة". بندو هي النقطة التي يتم حولها إنشاء الماندالا، والتي تمثل الكون.
غالبًا ما يجري توحيد بندو مع [البذرة] (أو الحيوانات المنوية) والبويضات. في يوجاتشوداماني أوبانيشاد بندو هناك ازدواجي، حيث يمثل بندو الأبيض شوكلا (نقي) وبندو الأحمر يمثل المهراج (الإتقان). يتواجد بندو الأبيض في بندو فيسارجا ويرتبط بشيفا والقمر، بينما يتواجد بندو الأحمر في مولادهارا ويرتبط بشاكتي والشمس. في اليوغا، يؤدي اتحاد هذين الجزأين إلى صعود الكونداليني إلى السهاسرارا.

### معلومات المراجع
- Khanna، Madhu (1979). Yantra: The Tantric Symbol Of Cosmic Unity. Thames and Hudson.
- Kumar، Ravindra (2000). Kundalini for Beginners: The Shortest Path to Self-Realization. Llewellyn Worldwide.
- Maheshwarananda، Paramhans Swami (2004). "Exercises for the Bindu Chakra". The Hidden Power in Humans: Chakras and Kundalini. Ibera Verlag. ISBN:3-85052-197-4. مؤرشف من الأصل في 2024-04-21.
- Mallinson، James؛ Singleton، Mark (2017). Roots of Yoga. Penguin Books. ISBN:978-0-241-25304-5. OCLC:928480104.
- Ranganathananda، Swami (1991). Human Being in Depth: A Scientific Approach to Religion. SUNY Press. ص. 21. ISBN:0791406792. مؤرشف من الأصل في 2024-04-21.
- Saraswati، Satyananda (1996). Kundalini Tantra. Bihar School of Yoga.
- Shakya، Milan (2000). "Basic Concepts of Mandala". Voices of History. ج. 15 ع. 1: 81–87. DOI:10.3126/voh.v15i1.70.